# Specie di Angraecum
Elenco completo delle specie di Angraecum

## A
- Angraecum acutipetalum  (Madagascar)
- Angraecum affine  (WC Tropical Africa to Uganda)
- Angraecum alleizettei  (C Madagascar)
- Angraecum aloifolium Hermans & P.J.Cribb, 1997 (NW Madagascar)
- Angraecum ambrense  (N Madagascar)
- Angraecum amplexicaule  (NE Madagascar)
- Angraecum ampullaceum  (Madagascar)
- Angraecum andasibeense  (N & C Madagascar)
- Angraecum andringitranum  (SE Madagascar)
- Angraecum angustipetalum  (W & WC Tropical Africa to Malawi)
- Angraecum ankeranense H.Perrier, 1938 (C Madagascar)
- Angraecum aporoides  (Nigeria to WC Tropical Africa)
- Angraecum appendiculoides  (C Madagascar)
- Angraecum arachnites Schltr. (C Madagascar)
- Angraecum astroarche  (São Tomé)
- Angraecum aviceps  (N Madagascar)

## B

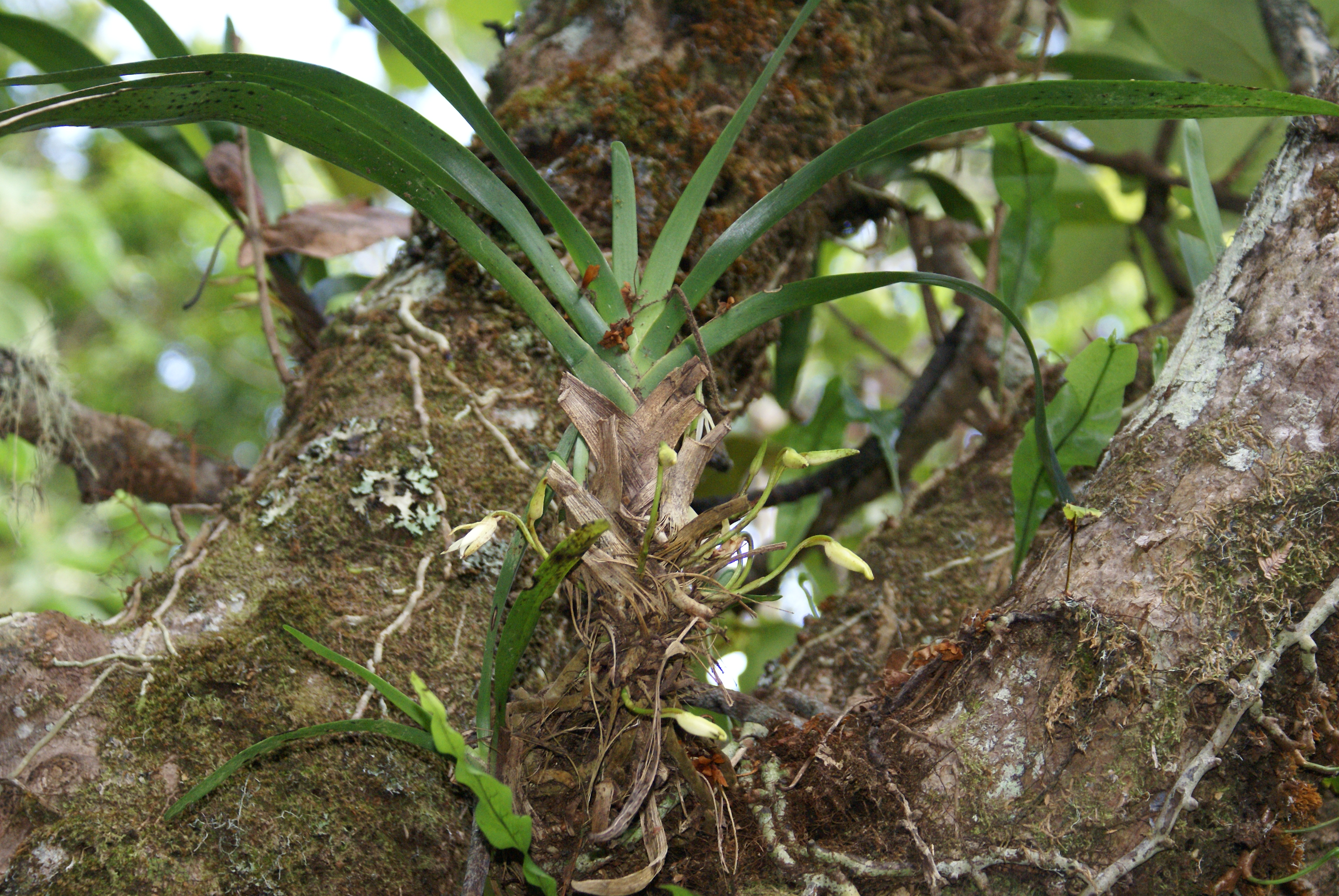
Angraecum borbonicum

- Angraecum bancoense  (Ivory Coast, Camerun)
- Angraecum baronii  (N & C Madagascar)
- Angraecum bemarivoense  (N Madagascar)
- Angraecum bicallosum H.Perrier, 1938 (N Madagascar)
- Angraecum birrimense  (W & WC Tropical Africa)
- Angraecum borbonicum  (Réunion)
- Angraecum brachyrhopalon Schltr., 1925 (N Madagascar)
- Angraecum bracteosum Balf.f. & S.Moore, 1876 (Réunion)
- Angraecum breve Schltr., 1925 (N Madagascar)
- Angraecum brevicornu  (NE Tanzania)

## C

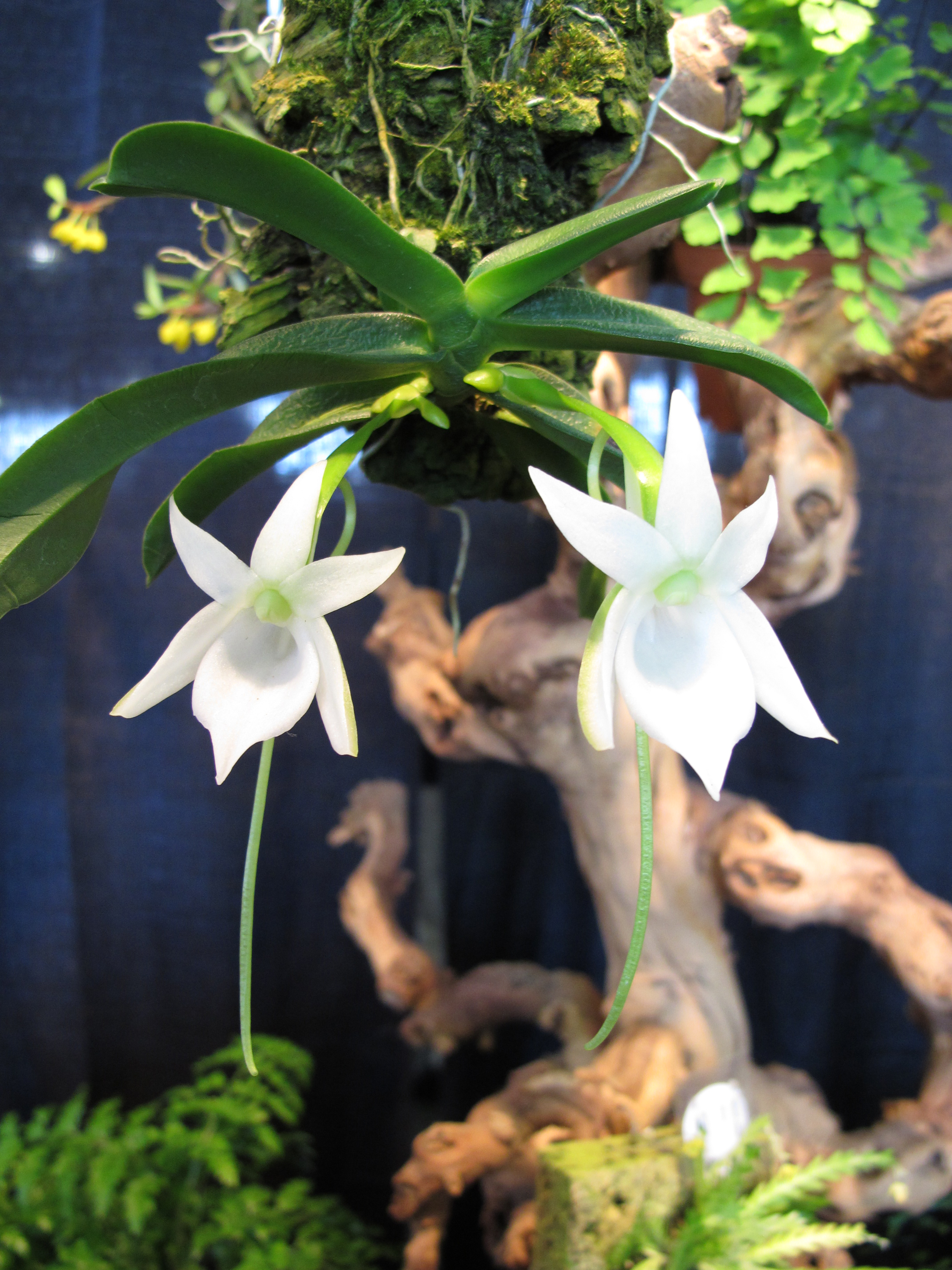
Angraecum compactum

- Angraecum cadetii Bosser, 1987 (Mauritius, Réunion)
- Angraecum calceolus  (Mozambico to W Indian Ocean)
- Angraecum caricifolium  (C Madagascar)
- Angraecum caulescens  (Mascarene, Madagascar)
- Angraecum chaetopodum Schltr., 1925 (N Madagascar)
- Angraecum chamaeanthus  (Kenya, Tanzania, Malawi, Mozambico, Zimbabwe)
- Angraecum chermozoni  (NE Madagascar)
- Angraecum chimanimaniense  (Zimbabwe)
- Angraecum chloranthum  (NE Madagascar)
- Angraecum cilaosianum  (Réunion)
- Angraecum claessensii  (W Tropical Africa to Congo)
- Angraecum clareae Hermans & la Croix & P.J.Cribb, 2001 (Madagascar)
- Angraecum clavigerum  (Madagascar)
- Angraecum compactum Schltr., 1916 (Madagascar)
- Angraecum compressicaule  (C Madagascar)
- Angraecum conchiferum  (Kenya to S Africa)
- Angraecum cordemoyi  (Réunion)
- Angraecum coriaceum  (Madagascar)
- Angraecum cornigerum  (Réunion)
- Angraecum cornucopiae  (Madagascar)
- Angraecum corynoceras  (N Madagascar)
- Angraecum costatum  (Mascarene)
- Angraecum coutrixii  (SE Madagascar)
- Angraecum crassifolium  (Réunion)
- Angraecum crassum  (NE Madagascar)
- Angraecum cribbianum  (Gabon)
- Angraecum cucullatum  (Réunion)
- Angraecum cultriforme  (Kenya to NE KwaZulu-Natal)
- Angraecum curnowianum (Rchb.f.) T.Durand & Schinz, 1894
- Angraecum curvicalcar Schltr., 1925 (N Madagascar)
- Angraecum curvicaule  (NE Madagascar)
- Angraecum curvipes  (Camerun)

## D

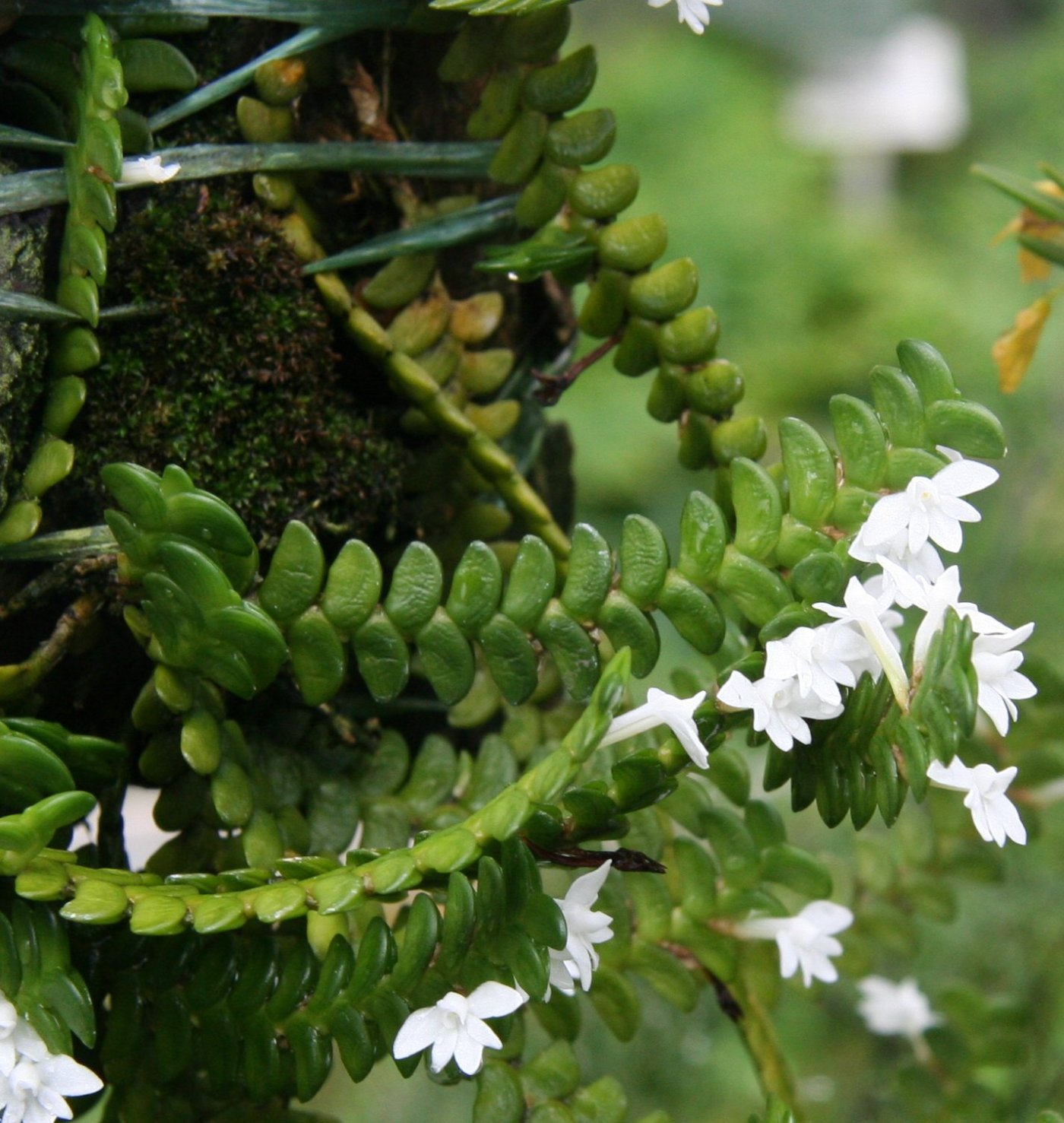
Angraecum distichum

- Angraecum danguyanum  (NE Madagascar)
- Angraecum dasycarpum Schltr., 1918 (E Madagascar)
- Angraecum dauphinense  (SW Madagascar)
- Angraecum decaryanum  (SW Madagascar)
- Angraecum decipiens  (Kenya to N Tanzania)
- Angraecum dendrobiopsis  (N Madagascar)
- Angraecum didieri (Baill. ex Finet) Schltr. (Madagascar)
- Angraecum distichum Lindl. (W Tropical Africa to Angola and Uganda)
- Angraecum dives  (Socotra, SW Somalia to Tanzania)
- Angraecum dollii Senghas, 1997 (C Madagascar)
- Angraecum doratophyllum  (São Tomé, Príncipe)
- Angraecum drouhardii H.Perrier, 1938 (N. Madagascar)
- Angraecum dryadum  (Madagascar)

## E

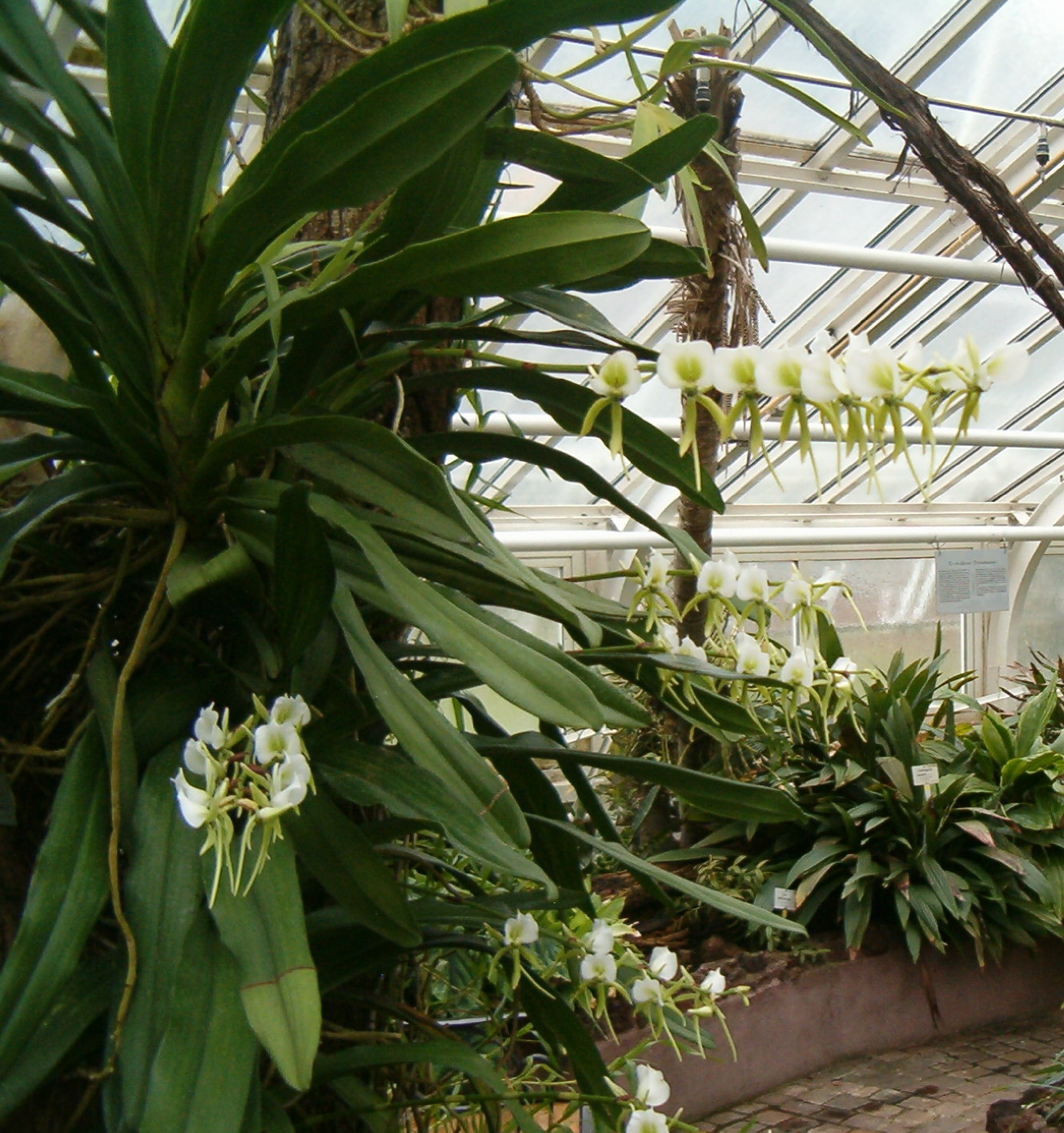
Angraecum eburneum

- Angraecum eburneum Bory, 1804 (SE Kenya to E Tanzania, Pemba, Zanzibar, W Indian Ocean)
  - Angraecum eburneum ssp. eburneum (W Indian Ocean)
  - Angraecum eburneum ssp. giryamae (SE Kenya to E Tanzania, Pemba, Zanzibar)
  - Angraecum eburneum ssp. superbum (Seychelles, Comore, Madagascar)
  - Angraecum eburneum ssp. xerophilum (SW Madagascar)
- Angraecum egertonii  (S Nigeria to Gabon)
- Angraecum eichlerianum  (Nigeria to Angola)
  - Angraecum eichlerianum var. curvicalcaratum (Camerun)
  - Angraecum eichlerianum var. eichlerianum (Nigeria to Angola)
- Angraecum elephantinum  (C Madagascar)
- Angraecum elliotii  (Madagascar)
- Angraecum equitans Schltr., 1916 (N Madagascar)
- Angraecum erectum  (E Tropical Africa to Zambia)
- Angraecum expansum  (Réunion)
  - Angraecum expansum ssp. expansum (Réunion)
  - Angraecum expansum ssp. inflatum (Réunion)

## F

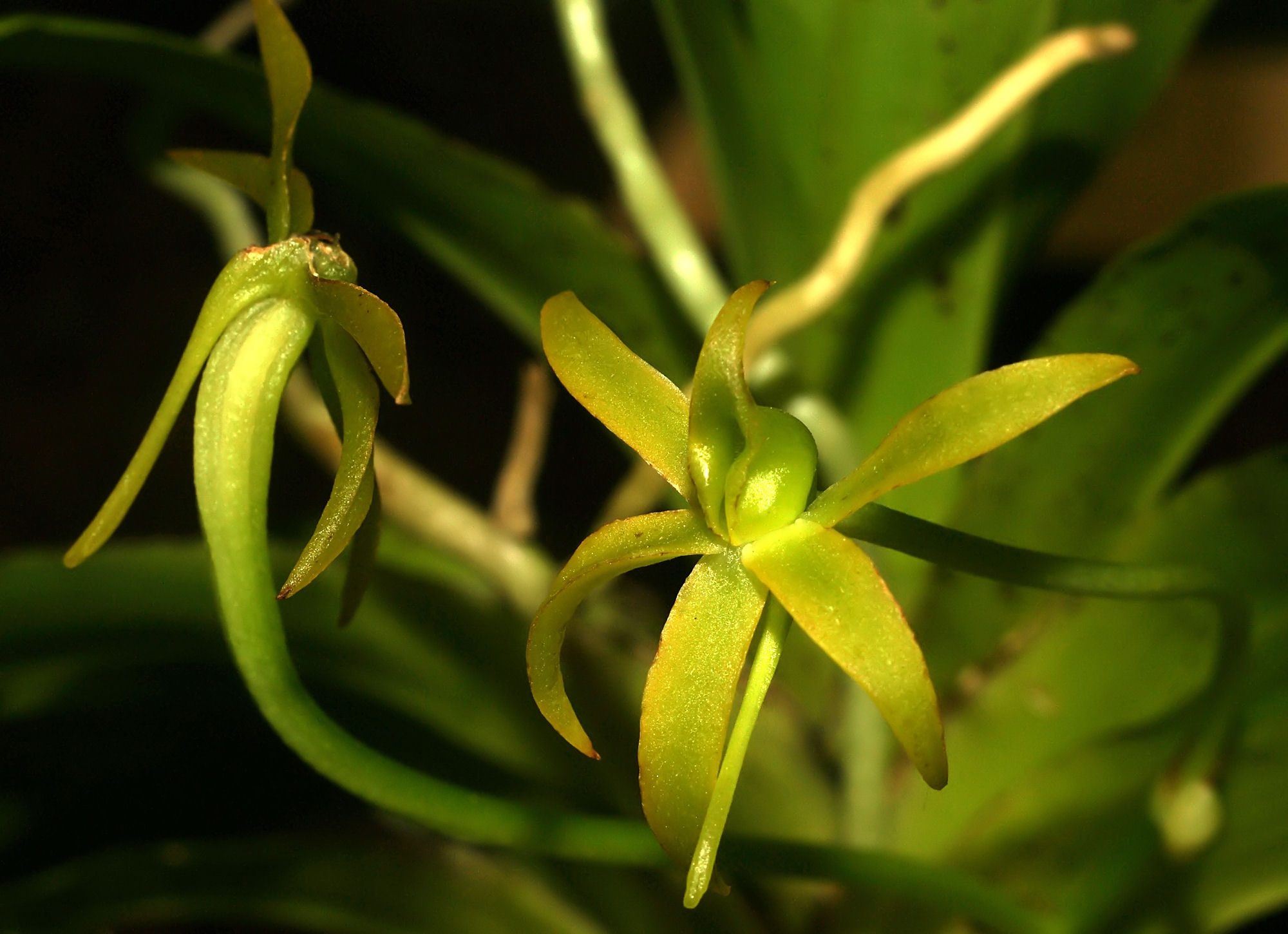
Angraecum ferkoanum

- Angraecum falcifolium  (SE Madagascar)
- Angraecum ferkoanum  (Madagascar)
- Angraecum filicornu  (Mascarene, Madagascar)
- Angraecum firthii  (Camerun, Uganda, Kenya)
- Angraecum flavidum  (N Madagascar)
- Angraecum floribundum  (C Madagascar)
- Angraecum florulentum  (Comore)

## G

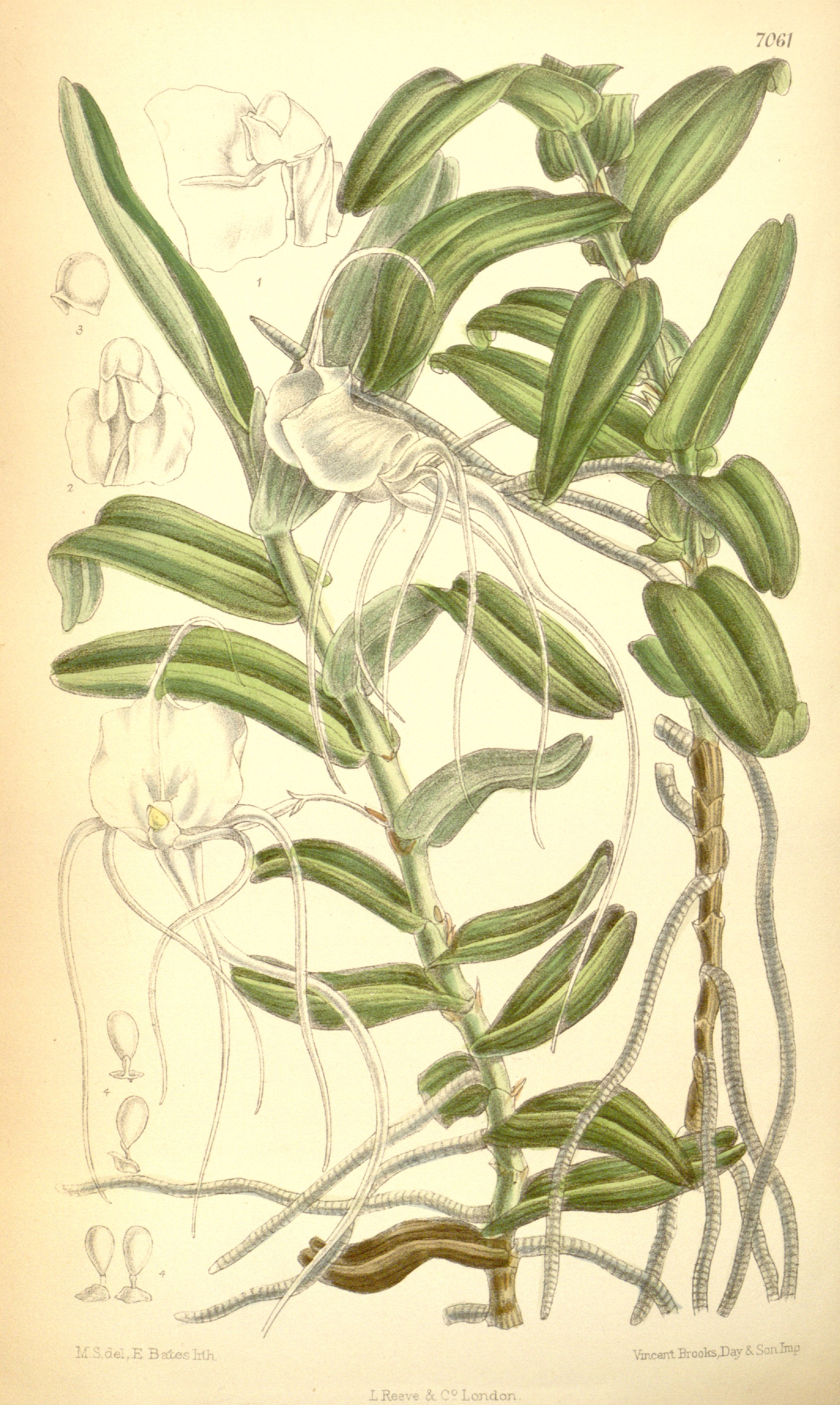
Angraecum germinyanum

- Angraecum gabonense  (WC Trop. Africa)
- Angraecum geniculatum  (W Zambia)
- Angraecum germinyanum  (Mascarene, Comore, Madagascar)
- Angraecum guillauminii  (Madagascar)

## H
- Angraecum hermannii  (Réunion)
- Angraecum humbertii  (SW Madagascar)
- Angraecum humblotianum Schltr., 1915 (NE Madagascar)
- Angraecum humile  (Rwanda to Zimbabwe)
- Angraecum huntleyoides  (NE Madagascar)

## I

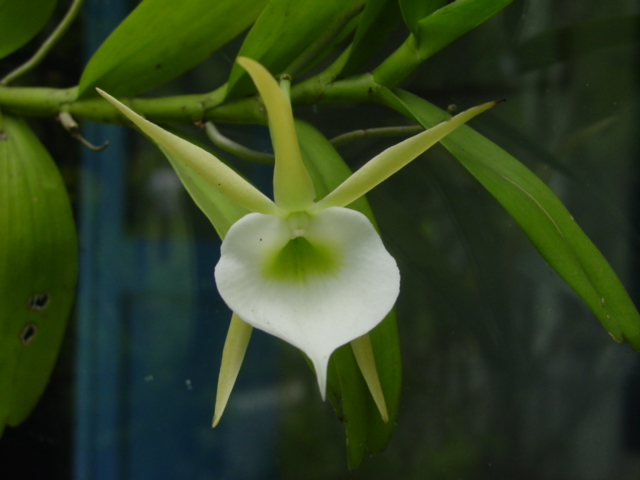
Angraecum infundibulare

- Angraecum imerinense  (C Madagascar)
- Angraecum implicatum  (Réunion, Madagascar)
- Angraecum inapertum  (Mascarene, Madagascar)
- Angraecum infundibulare Lindl., 1862 (Nigeria to E Tropical Africa)

## J
- Angraecum jeannineanum Fournel & Micheneau, 2015 (Mauritius)

## K
- Angraecum keniae  (Kenya)
- Angraecum kranzlinianum H.Perrier, 1941 (N & NE Madagascar)

## L
- Angraecum laggiarae  (Madagascar)

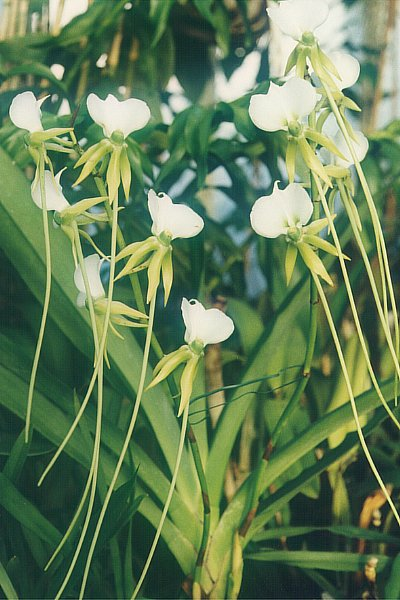
Angraecum longicalcar

- Angraecum lecomtei  (NE Madagascar)
- Angraecum leonis  (Comore, Madagascar)
- Angraecum letouzeyi  (NE Madagascar)
- Angraecum liliodorum  (Réunion)
- Angraecum linearifolium  (N Madagascar)
- Angraecum lisowskianum  (Nigeria to Equatorial Guinea)
- Angraecum litorale  (Madagascar)
- Angraecum longicalcar (Bosser) Senghas, 1986 (Madagascar)
- Angraecum longicaule  (Madagascar)
- Angraecum longinode  (Réunion)

## M
- Angraecum macilentum  (Réunion)

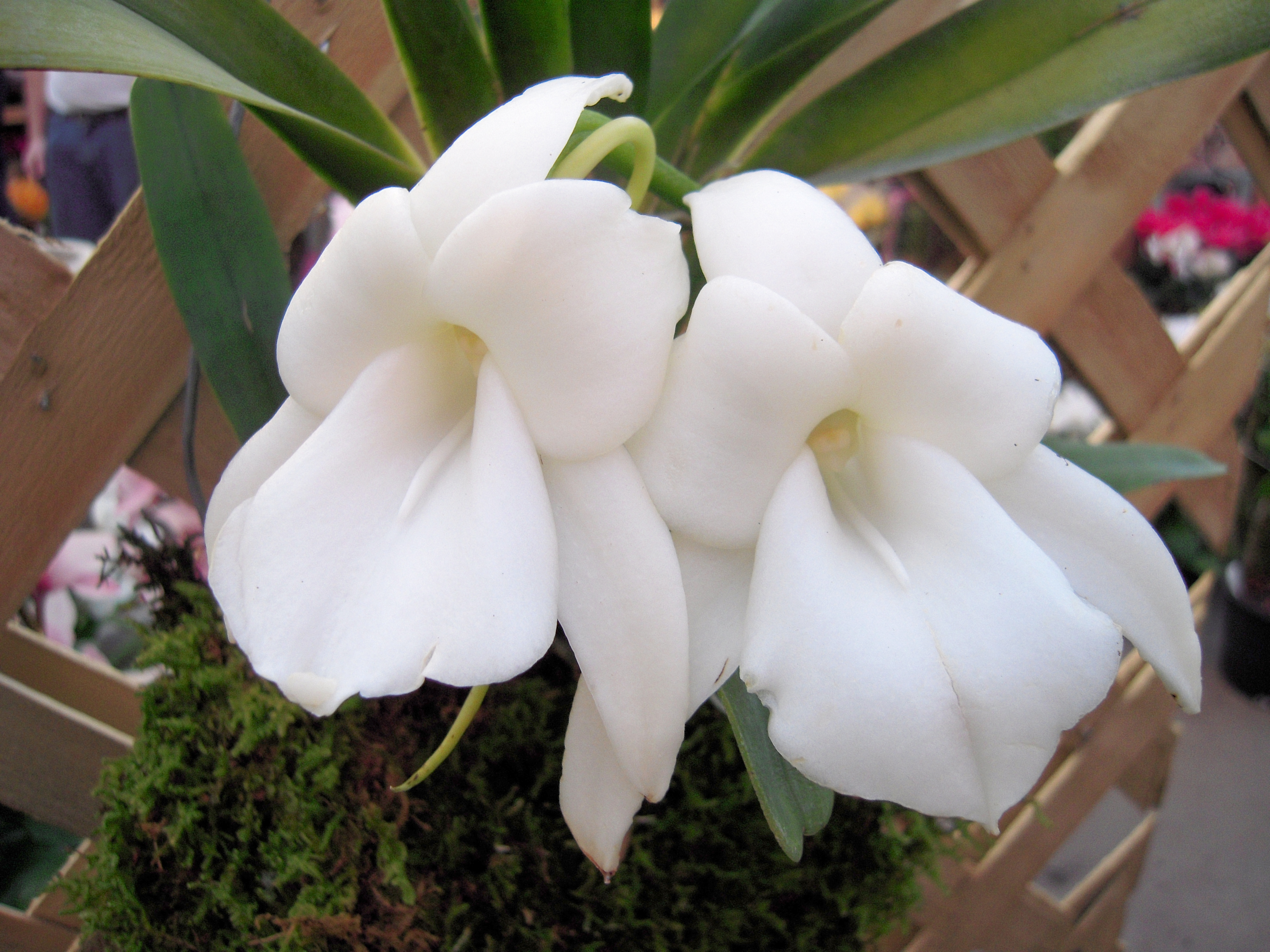
Angraecum magdalenae

- Angraecum madagascariense  (N Madagascar)
- Angraecum magdalenae Schltr. & H.Perrier, 1925 (C Madagascar)
  - Angraecum magdalenae var. latiilabellum (N Madagascar)
  - Angraecum magdalenae var. magdalenae (C Madagascar)
- Angraecum mahavavense H.Perrier, 1938 (N Madagascar)
- Angraecum mauritianum  (Mascarene, Madagascar)
- Angraecum meirax  (Comore, Madagascar)
- Angraecum melanostictum  (Madagascar)
- Angraecum metallicum  (Madagascar)
- Angraecum microcharis  (N Madagascar)
- Angraecum minus  (Tanzania, Zambia, Zimbabwe)
- Angraecum minutum  (Réunion)
- Angraecum mirabile  (NE Madagascar)
- Angraecum moandense  (W Trop Africa to Uganda)
- Angraecum modicum  (Liberia)
- Angraecum mofakoko  (Congo)
- Angraecum moratii  (NE Madagascar)
- Angraecum multiflorum  (W Indian Ocean)
- Angraecum multinominatum  (W Tropical Africa to Gabon)
- Angraecum muscicolum  (C Madagascar)
- Angraecum musculiferum  (N Madagascar)
- Angraecum myrianthum  (SW Madagascar)

## N
- Angraecum nanum  (Mascarene)
- Angraecum nasutum  (N Madagascar)

## O
- Angraecum oberonia  (Mascarene)
- Angraecum obesum  (C Madagascar)
- Angraecum oblongifolium  (SE Madagascar)
- Angraecum obversifolium  (Mascarene)
- Angraecum ochraceum  (SE Madagascar)
- Angraecum onivense  (C Madagascar)

## P

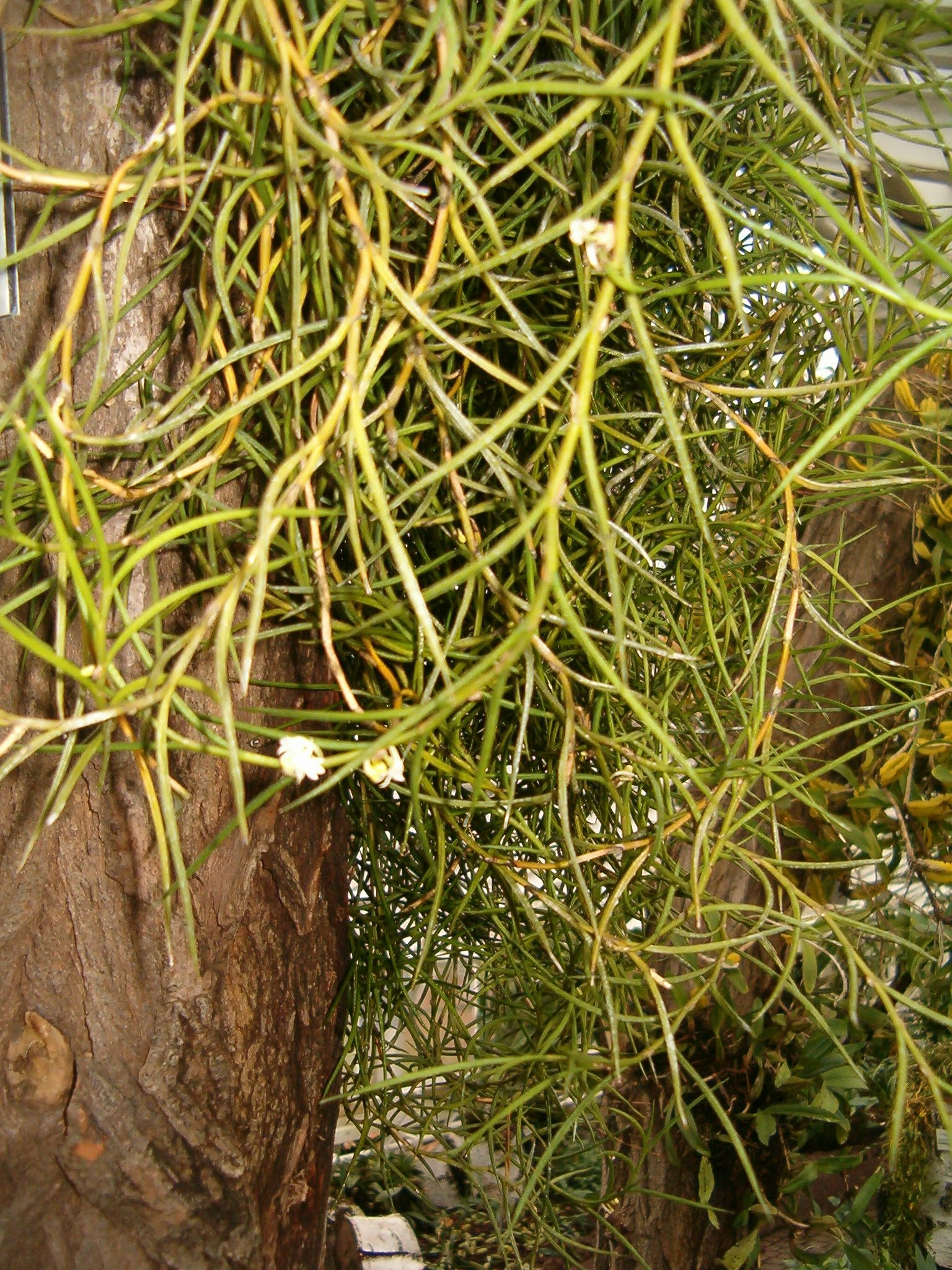
Angraecum pungens

- Angraecum palmicolum  (C Madagascar)
- Angraecum palmiforme  (Mascarene)
- Angraecum panicifolium H.Perrier, 1938 (NE Madagascar)
- Angraecum parvulum  (Mascarene)
- Angraecum pauciramosum  (Madagascar)
- Angraecum pectinatum Thouars, 1822 (Mascarene, Comore, Madagascar)
- Angraecum penzigianum  (SE Madagascar)
- Angraecum pergracile  (N Madagascar)
- Angraecum perhumile  (C Madagascar)
- Angraecum perparvulum  (Madagascar)
- Angraecum petterssonianum  (W Rwanda)
- Angraecum peyrotii  (Madagascar)
- Angraecum pingue  (Mascarene)
- Angraecum pinifolium  (NE Madagascar)
- Angraecum platycornu  (Madagascar)
- Angraecum podochiloides  (W & WC Tropical Africa)
- Angraecum popowii  (Madagascar)
- Angraecum potamophilum Schltr., 1913 (NW Madagascar)
- Angraecum praestans Schltr., 1913 (Madagascar)
- Angraecum protensum Schltr., 1925 (SE Madagascar)
- Angraecum pseudodidieri  (N Madagascar)
- Angraecum pseudopetiolatum  (Réunion)
- Angraecum pseuofilicornu  (N Madagascar)
- Angraecum pterophyllum H.Perrier, 1938 (C Madagascar)
- Angraecum pumilio  (N Madagascar)
- Angraecum pungens  (Nigeria to WC Tropical Africa)
- Angraecum pusillum  (E Zimbabwe to S Africa)
- Angraecum pyriforme

## R

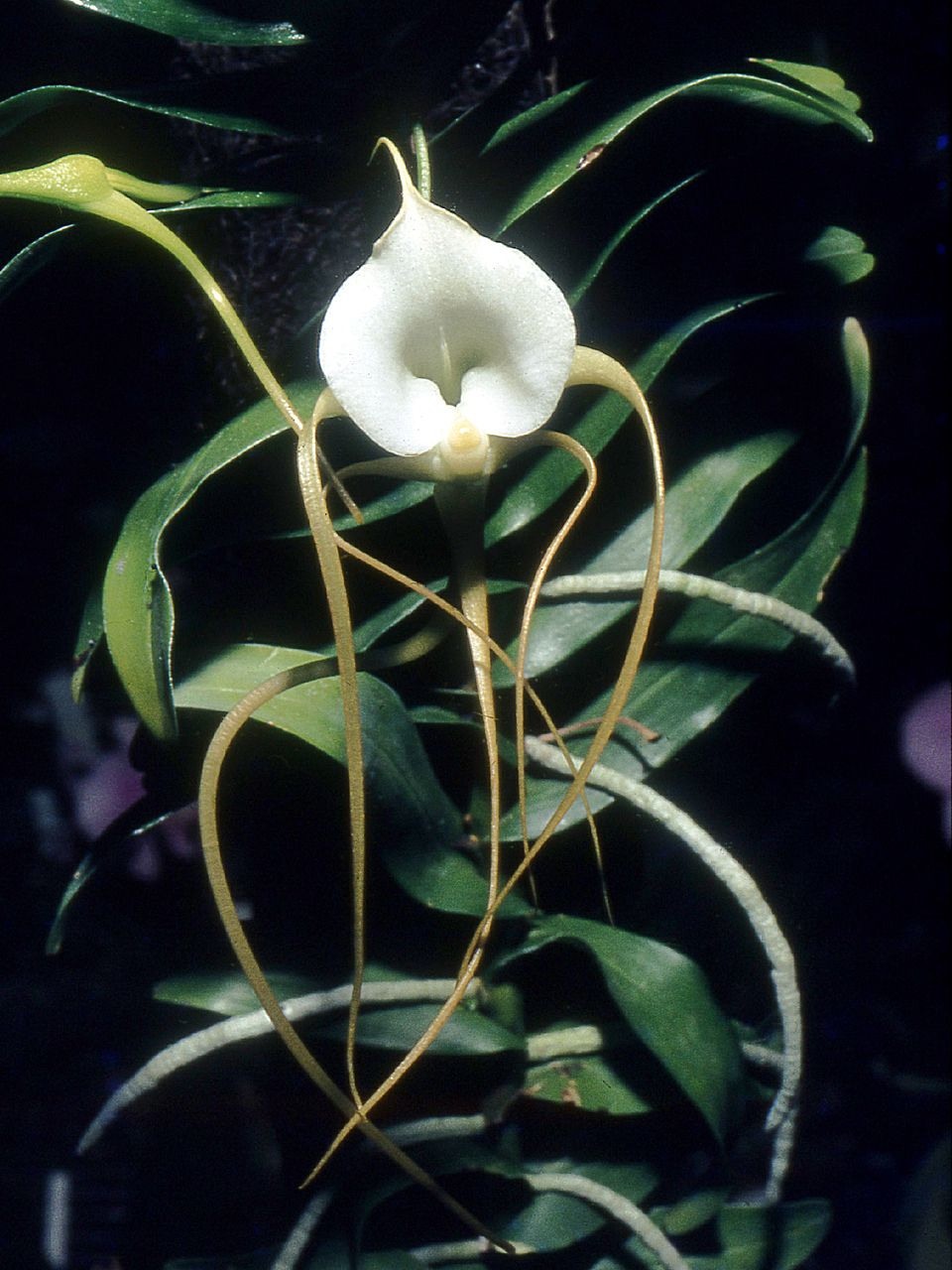
Angraecum ramosum

- Angraecum ramosum Thouars, 1822 (Mascarene)
- Angraecum reygaertii  (Camerun to Uganda)
- Angraecum rhizanthium  (N Madagascar)
- Angraecum rhizomaniacum  (N Madagascar)
- Angraecum rhynchoglossum Schltr., 1925 (C Madagascar)
- Angraecum rigidifolium H.Perrier, 1938 (C Madagascar)
- Angraecum rostratum  (SE Madagascar)
- Angraecum rubellum  (NE Madagascar)
- Angraecum rutenbergianum  (Madagascar)

## S

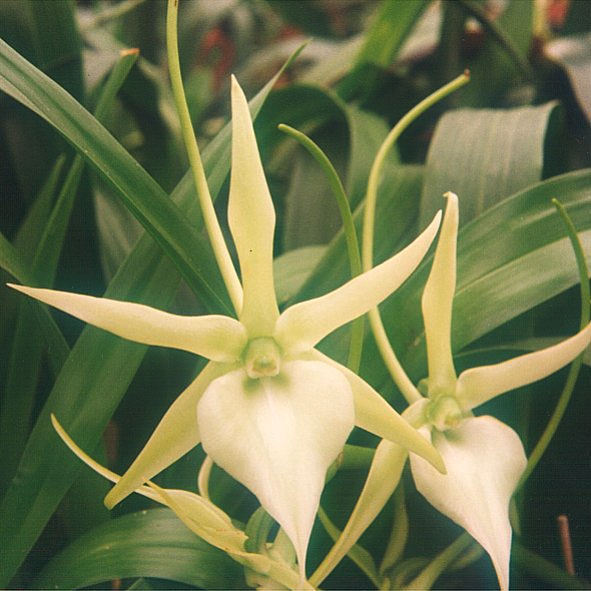
Angraecum sesquipedale

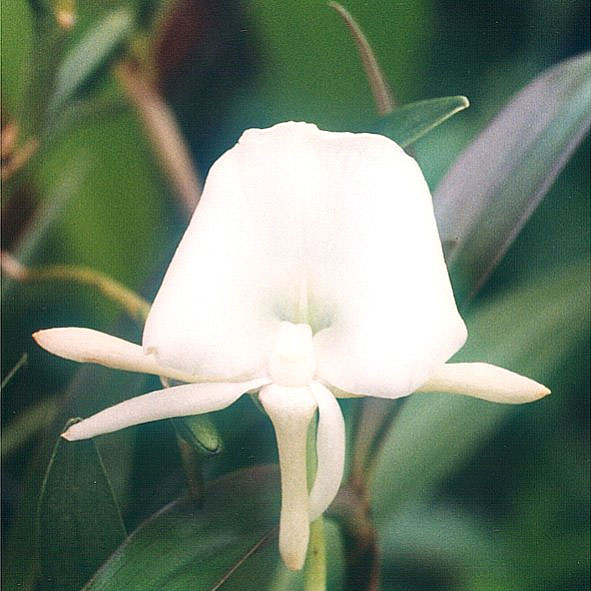
Angraecum scottianum

- Angraecum sacciferum  (São Tomé to Kenya and S Africa)
- Angraecum sacculatum  (Madagascar)
- Angraecum salazianum  (Réunion)
- Angraecum sambiranoense  (N & C Madagascar)
- Angraecum sanfordii
- Angraecum scalariforme  (N Madagascar, Comore)
- Angraecum scottianum  (Comore)
- Angraecum sedifolium  (C Madagascar)
- Angraecum serpens (H.Perrier) Bosser, 1970 (Madagascar)
- Angraecum sesquipedale Thouars, 1822 (E & S Madagascar)
  - Angraecum sesquipedale var. angustifolium (SW Madagascar)
  - Angraecum sesquipedale var. sesquipedale (E & S Madagascar)
- Angraecum sesquisectangulum  (Madagascar)
- Angraecum setipes Schltr., 1925 (C Madagascar)
- Angraecum sinuatiflorum  (SE Madagascar)
- Angraecum sororium Schltr., 1925 (Madagascar)
- Angraecum spectabile  (NW Tanzania)
- Angraecum spicatum  (Réunion)
- Angraecum stella-africae  (Malawi to Transvaal)
- Angraecum sterrophyllum  (C Madagascar)
- Angraecum stolzii  (Tanzania to Zambia)
- Angraecum striatum  (Réunion)
- Angraecum subulatum  (W & WC Tropical Africa)

## T
- Angraecum tamarindicolum
- Angraecum tenellum  (Réunion, Madagascar)
- Angraecum tenuifolium  (Réunion)
- Angraecum tenuipes  (N Madagascar)
- Angraecum tenuispica  (Madagascar)
- Angraecum teres  (Tanzania)
- Angraecum teretifolium  (Madagascar)
- Angraecum triangulifolium  (Madagascar)
- Angraecum trichoplectron  (Madagascar)
- Angraecum triquetrum  (Mascarene)

## U
- Angraecum umbrosum  (Malawi)
- Angraecum undulatum  (Mascarene)
- Angraecum urschianum  (NE Madagascar)

## V
- Angraecum verecundum  (C Madagascar)
- Angraecum vesiculatum  (N Madagascar)
- Angraecum vesiculiferum  (C Madagascar)
- Angraecum viguieri  (Madagascar)
- Angraecum viride  (Tanzania)
- Angraecum viridiflorum  (Réunion)

## X
- Angraecum xylopus  (Comore)

## Y
- Angraecum yuccifolium  (Mauritius)

## Z
- Angraecum zaratananae  (N Madagascar)
- Angraecum zeylanicum  (Mahé, Sri Lanka)